# Памятник штурмовику Ил-2 (Самара)
Памятник штурмовику Ил-2 — настоящий самолёт-штурмовик Ил-2, построенный в Куйбышеве на авиационном заводе № 18, сбитый в бою во время Великой Отечественной войны. Один из символов города, популярное место остановки свадебных кортежей.

## История памятника
В начале 1970-х годов ветеранами авиационного завода было решено поставить у проходной завода памятник в виде боевого самолёта Ил-2. Но оказалось, что у завода, изготовившего в годы войны более 15000 самолётов Ил-2, нет ни одного экземпляра, а в ВВС он, конечно, давно снят с вооружения. Поиски самолёта поручили ветерану завода Евгению Андреевичу Капустнику и будущему заведующему заводским музеем Валерию Григорьевичу Быкову. Они проверили несколько сообщений о найденных штурмовиках, но найденные экземпляры оказались непригодными к восстановлению. Осенью 1970 года в болотах Мурманской области вблизи станции Алакуртти был обнаружен самолёт с номером 1872932. Как удалось выяснить по архивам, машину с пилотом К. М. Котляревским и стрелком Е. Мухиным на борту сбили в марте 1943 года. Самолёт был доставлен в Куйбышев на авиационный завод, где старые рабочие по памяти собрали и отремонтировали корпус, вооружение и другие детали. Самолёт установили на постамент около входа на завод. Работы по восстановлению курировал непосредственно начальник производства Куйбышевского авиационного завода Тюхтин Павел Сергеевич.

### Перенос памятника
Городское руководство решило установить памятник в месте доступном для всех, так как создание штурмовика являлось трудом не только авиазавода № 18, но и авиазавода № 1, моторостроительного завода № 24, и многих других предприятий города и огромного числа жителей. За разработку проекта взялся главный архитектор города Алексей Моргун (в молодости он сам работал на авиазаводе клепальщиком). Сразу было одобрено место на пересечении проспекта Кирова с Московским шоссе. Было рассмотрено несколько вариантов расположения самолёта и форм пьедестала (скульптор И. Б. Федоров при участии А. И. Фролова). Торжественное открытие памятника состоялось 9 мая 1975 года, в тридцатую годовщину победы СССР в Великой Отечественной войне.
В первоначальном варианте самолёт располагался вдоль проспекта Кирова носом на Запад, что символизировало «с Безымянки— на фронт», но проект изменили из-за линии правительственной связи проходящей по Московскому шоссе в районе ипподрома. Чтобы не перекладывать линии самолёт развернули на 90°.

### Реконструкции
К 65-летию Победы, самолёт потребовал восстановительных работ, для чего 28 сентября 2009 год был демонтирован и доставлен на «Авиакор». На постамент самолёт вернули 12 ноября 2009 года. Весной 2010 года памятнику установили подсветку.
17 декабря 2015 г. начался демонтаж памятника, поскольку на этом месте на пересечении Московского шоссе и проспекта Кирова велось строительство путепровода. Самолёт отправился на реставрацию на завод-изготовитель, после которой в декабре 2017 года вернулся на место.

## Галерея

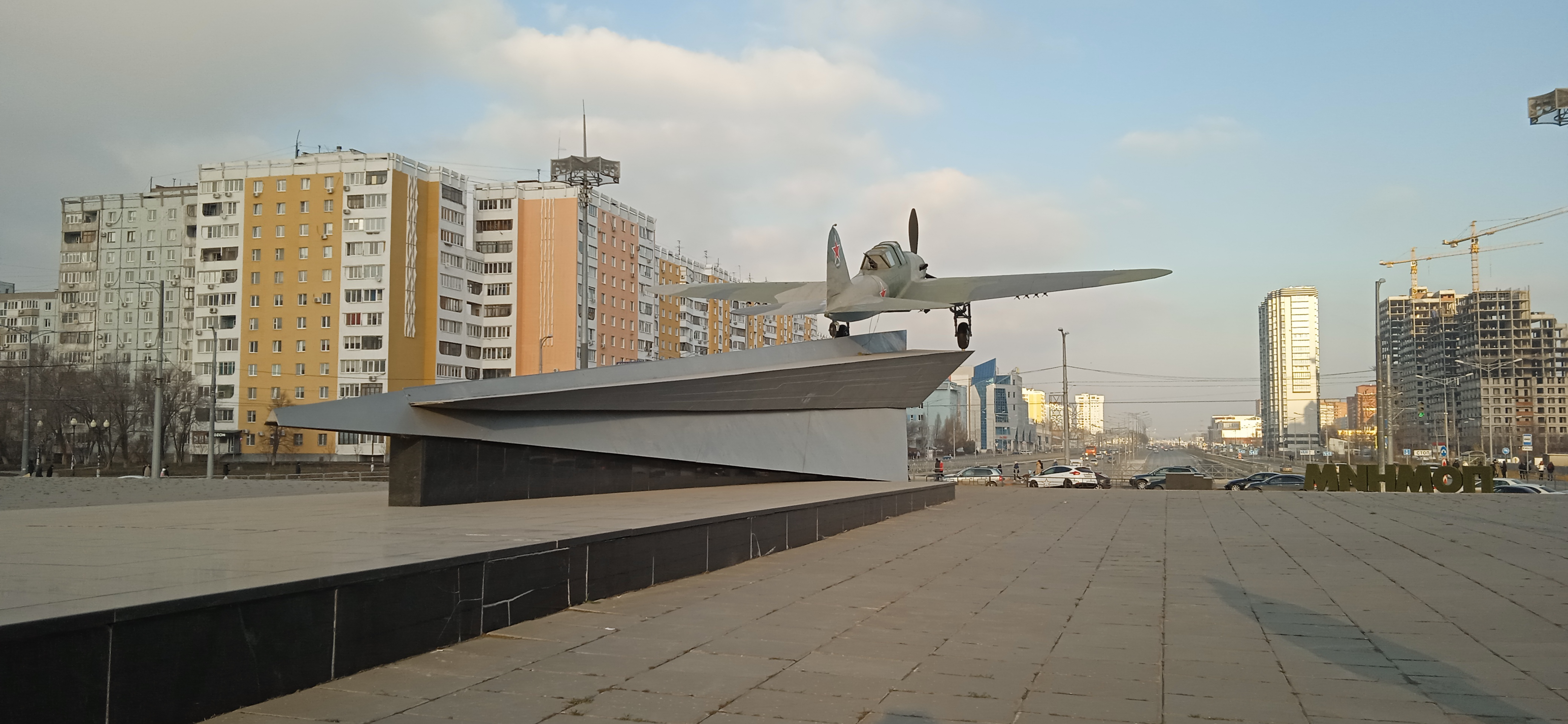
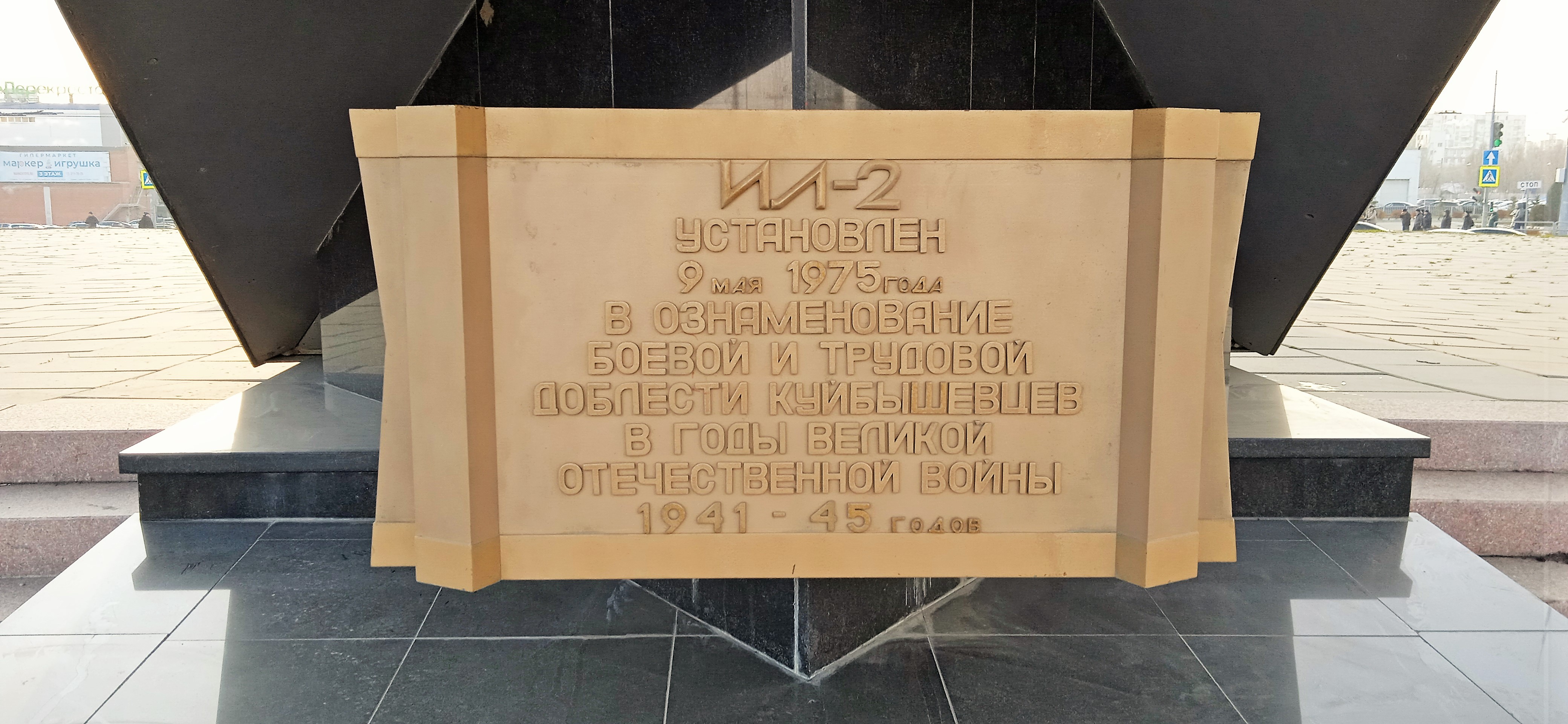
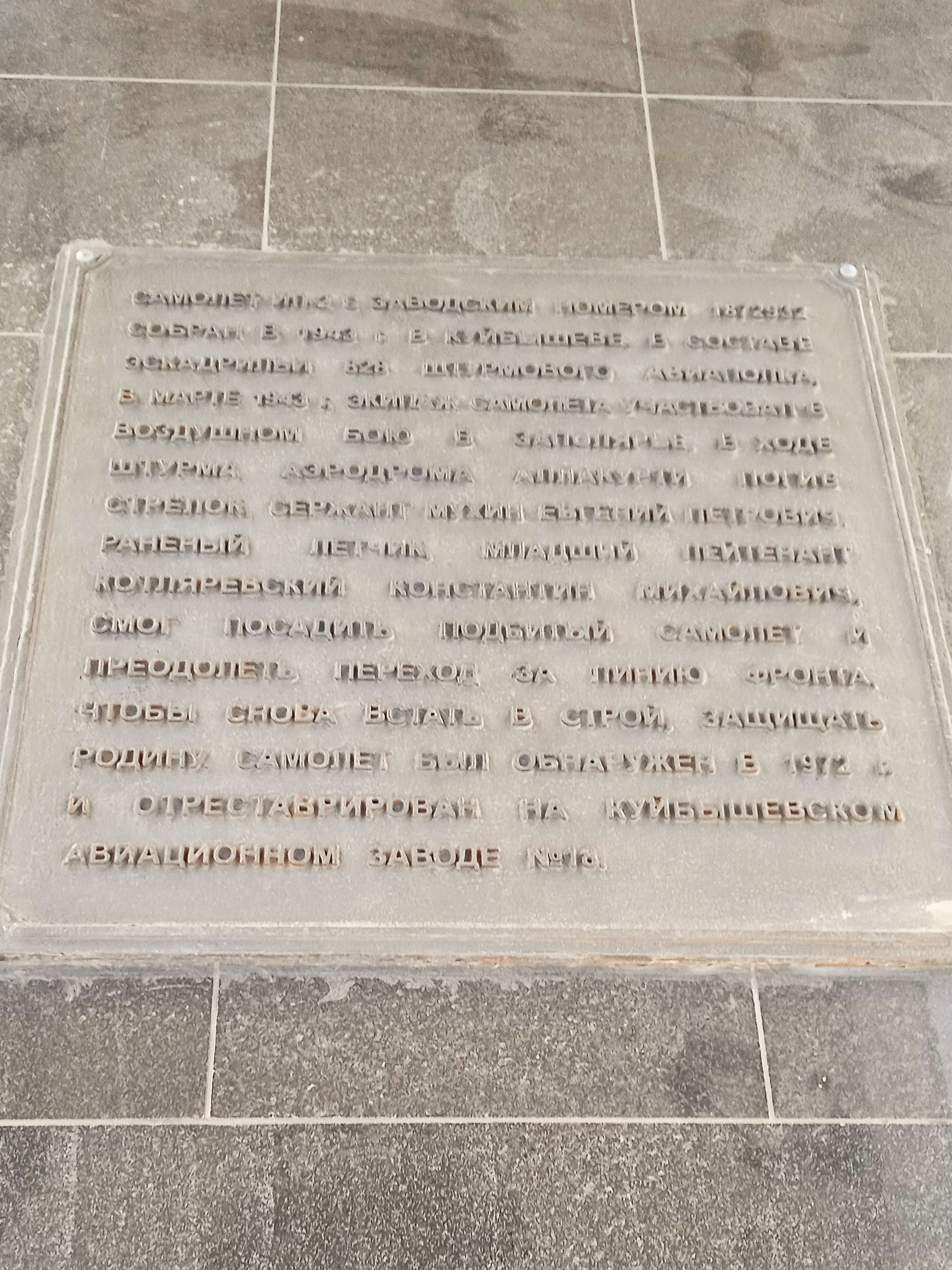
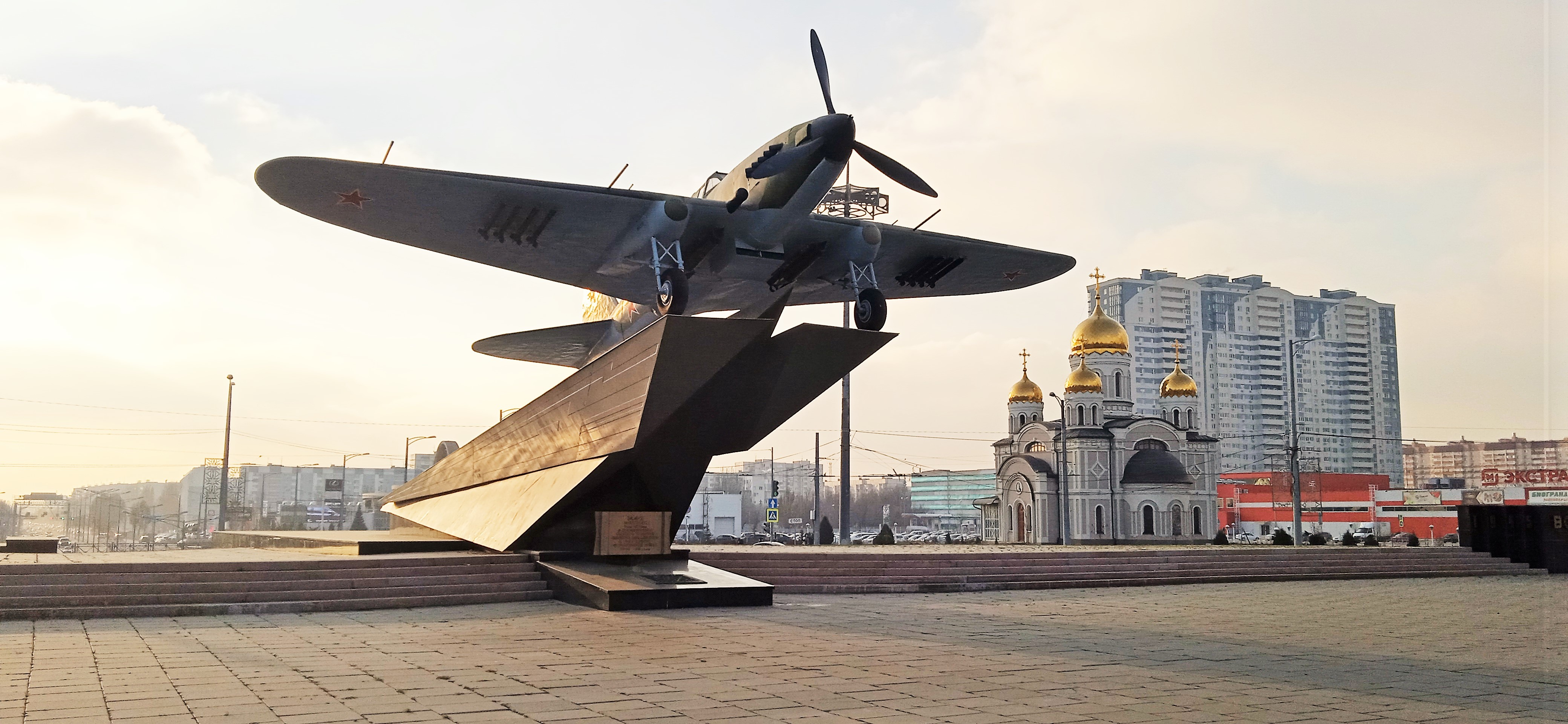
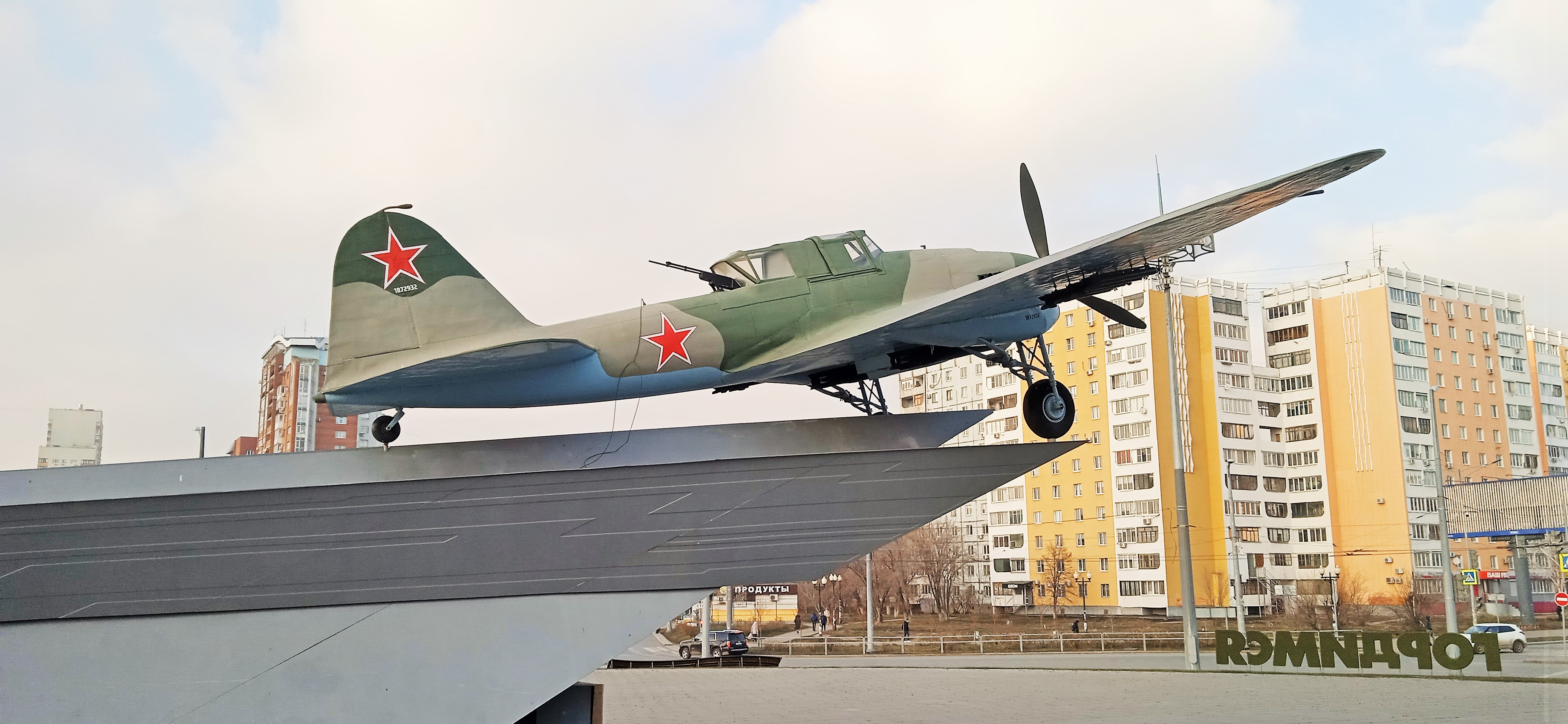